# 單峰駱駝
單峰駱駝（學名：Camelus dromedarius）是一種大型的偶蹄目動物，產於非洲北部、亞洲西部與南部，亦有部分是來自非洲之角、蘇丹共和國、衣索比亞和索馬利亞。然而，現今的野生駱駝僅有澳大利亞的澳洲野生駱駝及南美洲的美洲駝。。
單峰駱駝是駱駝科中最為人所知的成員，而駱駝科中的其他成員有南美洲的骆马属和羊驼属的几种美洲駝。單峰駱駝的背上僅有一個駱峰，跟背上有兩個駱峰的雙峰駱駝有著明顯的不同。有時單峰駱駝亦會被稱為“阿拉伯駱駝”。一些人仍舊認為單峰駱駝的英語「dromedary」只適用於賽跑的駱駝（此名來自希臘語，意為「奔跑」）。在奧克蘭動物園的網站上有這麼一句話：「『dromedary』只適用於阿拉伯的賽跑駱駝，即軍用駱駝隊中的駱駝。」

## 词源
单峰骆驼可能起源于阿拉伯或索马里，因此有时被称为阿拉伯骆驼或东非骆驼。

## 特征
单峰骆驼是三种骆驼中最高的。

## 饮食
单峰骆驼的食物主要包括树叶、干草和沙漠植被——主要是带刺的植物。

## 生态学
单峰骆驼形成大约 20 个个体的有凝聚力的群体，其中由几只雌性组成，由一只占主导地位的雄性领导。女性也可以轮流领导。

## 馴養
單峰駱駝本是來自亞洲西部及東非，在數千年前已開始在阿拉伯中部或南部被馴養。專家表示，一些人認為單峰駱駝早在公元前4000年已被馴養，而其他大部分人則認為是公元前1400年。現時所知全球約有一千三百萬頭單峰駱駝已被馴養，大多是在西印度到巴基斯坦，再到伊朗至北非一帶。一些單峰駱駝後來傳入澳大利亞，在澳大利亞對駱駝的需求減少後，這些駱駝被放入野外野化，現在單是在澳大利亞的單峰駱駝數量最少也有500,000頭。約於前2千年，單峰駱駝傳入埃及和北非。

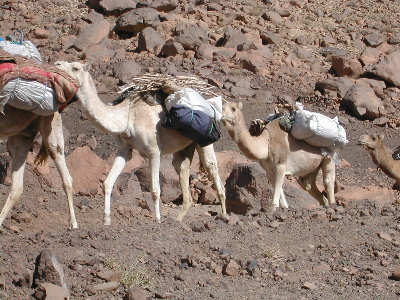
阿爾及利亞的駱駝商隊

據估計，雙峰駱駝約於公元前2500年在亞洲馴養。雙峰駱駝比單峰駱駝更健壯更結實，也更能吃苦耐勞，從伊朗到西藏的地區都能存活下來。雖是這樣，單峰駱駝比雙峰駱駝要更高，也跑得更快：若是有人駕馭的話，可一直維持著時速13至14公里的速度持續18小時，而雙峰駱駝在長時間揹著貨物的情況下行進的速度只為時速4公里，每日可行50公里。
但牠们不耐寒，所以在土耳其以雙峰駱駝为主。

## 歷史
約於前2千年，單峰駱駝逐漸在撒哈拉沙漠地區居住，但是在前900年左右又再次消失於撒哈拉沙漠。牠們大多是被人類捕獵的。後來埃及入侵波斯時，岡比西斯二世把已經被馴養的單峰駱駝傳入波斯地區。被馴養的單峰駱駝在北非被廣泛使用，而直到後來，羅馬帝國仍然使用駱駝隊帶著戰士到沙漠邊緣巡邏。可是波斯駱駝並不適合用來穿越撒哈拉沙漠；這種穿越大沙漠的長途旅行通常是靠戰車達成的。
在第4世紀，更強壯和耐久力更強的雙峰駱駝首度傳入非洲。牠們傳入非洲後，開始有愈來愈多的人使用牠們，因為這種駱駝較適合作穿越大沙漠的長途旅行之用，且可以裝運更多更重的貨物。這時，跨撒哈拉貿易終於得以進行。

## 解剖學與繁殖

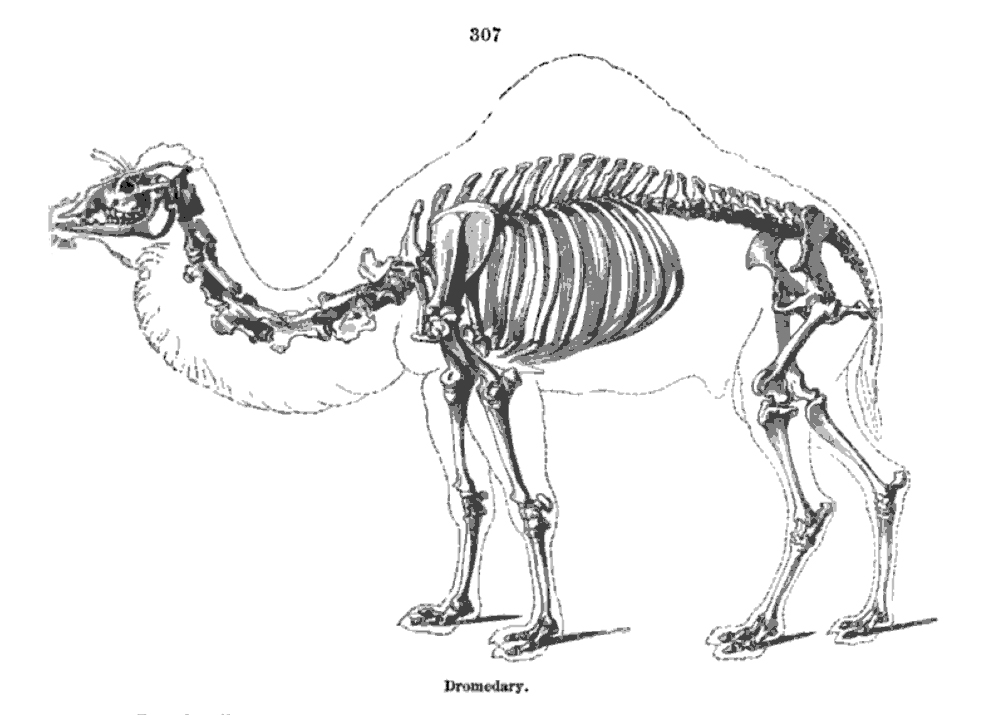
圖為駱駝的骨骼結構

雄性單峰駱駝的上顎較軟，使牠們可以生出一個粉紅色的袋子，這個袋子在阿拉伯文中稱為「doula」。在交配季節期間，這個袋子會吊在雄性單峰駱駝嘴的兩旁，以吸引異性。單峰駱駝的睫毛很濃密，耳朵小而多毛。
單峰駱駝的妊娠期長約12個月。通常牠們一次只生一隻小駱駝，成年駱駝會一直親自照顧小駱駝，直到小駱駝18個月為止。雌性單峰駱駝在3到4歲後就性成熟，而雄性單峰駱駝在5到6歲後才性成熟。牠們的壽命一般為25年，而最長可達50年。
成年的單峰駱駝可長達10尺，高達6到7尺。牠們一般重1000至1500磅。

## 外部連結
- 單峰駱駝與雙峰駱駝的雜種（雜交形成）（页面存档备份，存于）
- 阿拉伯駱駝
- 駱駝圖片及資料（页面存档备份，存于） - 有對駱駝的生活史進行有關的描述
- 沙漠中的阿拉伯駱駝出生的有關資料及圖片